# Aiscahe
Der Aiscahe (Rio Aiscahe) ist ein temporäres Flusssystem an der Nordküste Osttimors. 

## Verlauf
Der Aiscahe entspringt, wie sein Nebenfluss Dejo, im Suco Mantelolão (Verwaltungsamt Metinaro, Gemeinde Dili). An der Grenze zum Suco Wenunuc (Verwaltungsamt Metinaro) fließen beide zusammen und fließen dann nach Nordwesten zur Straße von Wetar, wo sich die Mündung befindet. Von Norden erreicht den Aiscahe noch der Bequiar. Vom Ort Besahe aus kommt noch ein weiterer Zufluss zum Aiscahe aus dem Süden.